# Ocotea rigens
Ocotea rigens là loài thực vật có hoa trong họ Nguyệt quế. Loài này được (Nees & Mart.) Rohwer miêu tả khoa học đầu tiên năm 1986.